# Calymma communimacula
Calymma communimacula är en fjärilsart som beskrevs av Denis och Ignaz Schiffermüller 1775. Calymma communimacula ingår i släktet Calymma och familjen nattflyn. Inga underarter finns listade i Catalogue of Life.